# Circuito di Parque O'Higgins
Il circuito di Parque O'Higgins è un circuito cittadino situato a Santiago del Cile. La pista è stata creata per ospitare l'edizione 2019 del E-Prix di Santiago, appuntamento valido per il Campionato di Formula E 2018-2019.
Questo circuito si trova all'interno del parco O'Higgins, che è la più grande area verde di Santiago e dove sono presenti anche attrazioni turistiche come la Movistar Arena e il parco divertimenti di Fantasilandia.

## Versione 2020

Lo schema del circuito nella configurazione 2020

Per il Campionato di Formula E 2019-2020 il circuito è stato modificato, spostando la corsia dei box a sinistra del rettilineo iniziale, eliminando la chicane dopo la curva 7, lasciando così una lunga curva a sinistra, e modificando le due curve a gomito finali. Le modifiche sono state effettuate per evitare i molteplici incidenti occorsi nell'edizione 2019 e per aumentare l'azione in gara.